# Кицак, Михай
Михай Кицак (рум. Mihai Chiţac, 4 ноября 1928 — 1 ноября 2010) — румынский политик, генерал-полковник.
В годы диктатуры Н. Чаушеску служил в войсках химической защиты, командовал гарнизоном Бухареста. После Румынской революции 1989 г. был министром внутренних дел в первом послереволюционном правительстве П. Романа (28 декабря 1989 — 14 июня 1990). В 2008 г. приговорён к 15 годам заключения за жестокое подавление выступлений в Тимишоаре в последние дни правления Чаушеску. Ему было предъявлено обвинение в том, что по его приказу силы безопасности стреляли боевыми патронами по демонстрантам и гражданским лицам в период с 17 по 20 декабря 1989 года, в результате этого погибло 72 мирных жителя и получили ранения 253 человека.
Похоронен в Бухаресте на кладбище Генча.